# بوبي دونالدسون
بوبي دونالدسون (بالإنجليزية: Bobby Donaldson)‏ هو عازف جاز أمريكي، ولد في 29 نوفمبر 1922 في بوسطن في الولايات المتحدة، وتوفي في 2 يوليو 1971.

## وصلات خارجية
- بوبي دونالدسون على موقع ميوزك برينز (الإنجليزية)
- بوبي دونالدسون على موقع أول ميوزيك (الإنجليزية)
- بوبي دونالدسون على موقع ديسكوغز (الإنجليزية)